# قطعنامه ۱۶۸۸ شورای امنیت
قطعنامه ۱۶۸۸ شورای امنیت سازمان ملل متحد که در تاریخ ۱۶ ژوئن ۲۰۰۶ تصویب شد، سندی بین‌المللی دربارهٔ بررسی وضعیت در سیرالئون است. این قطعنامه طی نشست ۵۴۶۷ام با ۱۵ رای موافق، ۰ مخالف و ۰ ممتنع تصویب شد.